# Бошар, Самюэль
Самюэль Бошар (фр. Samuel Bochart, 10 мая 1599, Руан — 16 мая 1667, Кан) — французский учёный-филолог, протестантский пастор. Имел репутацию эрудита и одного из крупнейших знатоков восточных языков своего времени. Занимался этимологическими исследованиями; будучи увлечён изучением финикийского языка, пытался обосновать его влияние на другие, в том числе языки кельтской группы.

## Биография
Родился в семье протестантского пастора в Руане. В детстве был отправлен обучаться в Париж, где под руководством Томаса Демпстера изучал древнегреческий и латинский языки, затем изучал философию в Седанской академии. В 1618 году поступил в академию в Сомюре, где изучал богословие и иврит. 24 ноября 1620 года поступил в Лейденский университет, где два года изучал арабский, сирийский и халдейский языки; впоследствии самостоятельно изучал коптский, персидский, финикийский и галльский языки, а также геэз. В 1623 году переехал в Оксфорд, с 1624 года и до конца жизни был пастором в Кане, продолжая заниматься изучением восточных языков.
В 1631 или 1632 году женился. В 1640-х годах был наставником отправленного в Кан малолетнего Уэнтворта Диллона, герцога Роскомонна.
В 1652 году принял приглашение шведской королевы Кристины работать в Стокгольме над каталогизацией арабских рукописей; прибыл туда в сопровождении Пьера-Даниэля Юэ и провёл там год.
По возвращении в Кан был принят в члены местной Академии наук, искусств и литературы. В 1659 году представлял Кан на протестантском синоде в Лудёне. В последние годы жизни после перенесённых инсультов отошёл от дел. Скончался в родном городе от сердечного приступа.

## Труды
В 1646 году в Кане были опубликованы его труды:
- «Phaleg» — разбор имён собственных, встречающихся в «таблице народов»;
- «Chanaan» посвящена финикийскому языку и колониям финикийцев.
- Большую известность имела его работа «Hierozoicon sive bipartitum opus de animalibus sacrae scripturae», опубликованная в Лондоне в 2-х томах в 1663 году (в 1793—1796 годах переиздана в 3-х томах), посвящённая животным, упомянутым в Библии.

Известно, что с конца 1620-х годов он работал над словарём арабского языка, для которого собрал более 30 тысяч слов, однако данный труд не был издан и не сохранился. В последние годы служения писал проповеди.